# Bataille de Málaga (1937)
Guerre d'Espagne
La bataille de Málaga est le nom donné à la bataille finale d'une campagne commencée dans les premiers jours de l'année 1937, durant la guerre d'Espagne. Elle opposa les forces nationalistes, secondées par les forces volontaires italiennes du Corpo Truppe Volontarie, aux troupes républicaines. Les opérations se déroulèrent entre le 6 février 1937 et le 8 février 1937, dans la ville andalouse de Málaga. La ville et sa population souffrirent considérablement des opérations, qui se soldèrent par une totale victoire nationaliste. 

## Contexte

### Conditions stratégiques
Malgré leur échec devant Madrid, les nationalistes avaient toujours l'initiative, mais n'avaient pas les moyens de mener plusieurs opérations en même temps : il leur fallait choisir. Leur choix fut orienté par les nécessités logistiques : d'une part, faciliter les transports en provenance de leur allié italien, qui leur fournissait du matériel et le soutient direct du Corpo Truppe Volontarie, d'autre part, le fait que les premiers éléments de ce corps (3000 hommes bien équipés) avaient débarqué le 23 décembre) à Cadix, non loin de Malaga. Frapper cette ville permettrait donc d'engager commodément les Italiens et, en cas de succès, de fortement améliorer les positions nationalistes sur la mer Méditerranée où ils ne tenaient encore que le port d'Algésiras, très (trop) proche d'une zone sous contrôle républicain.
Le 17 janvier 1937, la campagne pour la conquête de Málaga fut lancée. Pour cela, les franquistes s'étaient organisés en deux colonnes : Gonzalo Queipo de Llano menait l'armée du Sud qui attaquait l'ouest, tandis que l'armée d'Antonio Muñoz Jiménez (es) arrivait par le nord-est. Les deux armées ne rencontrèrent qu'une faible résistance, les républicains ne comprirent pas que l'objectif de cette campagne était Malaga et que ces deux attaques n'étaient que l'opération préliminaire pour disposer d'une bonne base de départ, pour l'assaut principal qui aura lieu le 3 février.

### Forces en présence
Les troupes nationalistes étaient composées d'environ 15 000 hommes, recrutés parmi les forces militaires régulières, les requetés carlistes et les volontaires italiens. Elles étaient coordonnées par Queipo de Llano. Les chemises noires italiens, dirigés par Mario Roatta, formaient neuf bataillons mécanisés d'environ 5 000 soldats, équipés de chars légers et de voitures blindées. Au large de Málaga, dans la mer d'Alboran, les navires franquistes Canarias, Baleares et Velasco se mirent en position afin de bombarder la ville.
Les républicains comptaient environ 40 000 miliciens andalous de la CNT. Bien que plus nombreux et courageux, les miliciens n'étaient absolument pas préparés. De plus, ils manquaient cruellement d'équipement et d'armes qu'ils puissent opposer aux armes modernes de l'armée espagnole et des volontaires italiens.

## Combats

Plan de la bataille.
Flèches bleues : offensives nationalistes
Flèches vertes : offensives italiennes.

L'armée du Sud commença l'assaut sur Málaga par l'ouest, à Ronda, le 3 février. Les chemises noires furent lancées depuis le nord dans la nuit du 4 février, et par un assaut terriblement violent brisèrent les lignes républicaines. Les nationalistes continuèrent alors leur route vers la ville, atteignant les hauteurs qui l'entouraient dans la journée du 6 février. Craignant l'encerclement, le commandant républicain, le colonel Villalba (es), ordonna l'évacuation de Málaga. Le 8 février, Queipo de Llano et l'armée du Sud y entrèrent victorieusement.

## Conséquences
Les républicains qui ne purent pas s'échapper furent soit tués soit emprisonnés. Les nationalistes poursuivirent les fuyards sur la route d'Almería, des hommes, des femmes et des enfants furent bombardés par l'aviation et les bateaux militaires. C'était la route de la mort :  200 km coincés entre la montagne et la mer, sous les bombes.
La défaite poussa les communistes à abandonner le général Asensio Torrado (es), sous-secrétaire à la Guerre et chargé de la région à Valence. Francisco Largo Caballero le remplaça par un homme sans expérience militaire, Carlos de Baráibar. 
Les nationalistes prirent le contrôle de Malaga et de la bande côtière d'environ 150 km de long centrée sur la ville. La facilité du succès les poussa à s'attaquer directement à Madrid au lieu de viser Valence comme ils l'envisageaient d'abord. Mussolini vit, dans ce succès, la justesse de son engagement dans les opérations de la guerre civile espagnole et la preuve de l'efficacité de son armée, aussi engagea-t-il le corps italien comme fer de lance à la bataille de Guadalajara.